# Блаж Сетникар
Блаж Сетникар (Љубљана, 2. мај 1983) је словеначки глумац. 
Дипломирао на Академији за позориште, радио, филм и телевизију у Љубљани у класи Томија Јанежича и Јанеза Хочевара 2010. године. Након тога сарађивао је са познатим позоришним редитељима Јернејем Лоренцијем, Себастијаном Хорватом, Игором Вуком Торбицом и Александром Поповском.
Играо је у словенским позоришним представама Илијада, Стјеница, Ожалошћена породица, а 2020. године добио је награду Удружења драмских уметника Словеније.
Поред тога познат је по улогама у филмовима Последице и Случај: Остерберг и у серијама Река љубави и Наши мостови.